# Magnolia guatemalensis
Magnolia guatemalensis är en magnoliaväxtart som beskrevs av John Donnell Smith. Magnolia guatemalensis ingår i släktet Magnolia och familjen magnoliaväxter.

## Underarter
Arten delas in i följande underarter:
- M. g. guatemalensis
- M. g. hondurensis